# Rothesay Open 2024 - Qualificazioni singolare femminile
Le qualificazioni del singolare del Rothesay Open 2024 sono state un torneo di tennis preliminare per accedere alla fase finale della manifestazione disputate l'8 e il 9 giugno 2024. Le vincitrici dell'ultimo turno sono entrate di diritto nel tabellone principale. In caso di ritiro di una o più giocatrici aventi diritto, a queste sono subentrate le Lucky loser, ossia le giocatrici che hanno perso nell'ultimo turno ma che avevano una classifica più alta rispetto alle altre partecipanti che avevano comunque perso nel turno finale.

## Teste di serie
1. Linda Fruhvirtová (qualificata)
2. Alex Eala (ultimo turno)
3. Rebecca Marino (qualificata)
4. Kimberly Birrell (qualificata)
5. Lucrezia Stefanini (qualificata)
6. Katarzyna Kawa (primo turno)

1. Talia Gibson (ultimo turno)
2. Destanee Aiava (ultimo turno)
3. Ma Yexin (primo turno)
4. Carol Zhao (primo turno)
5. Maddison Inglis (primo turno)
6. Sonay Kartal (ultimo turno)

## Qualificate
1. Linda Fruhvirtová
2. Ena Shibahara
3. Rebecca Marino

1. Kimberly Birrell
2. Lucrezia Stefanini
3. Emily Appleton

## Tabellone

### Legenda
| - Q = Qualificato - WC = Wild card - LL = Lucky loser | - ALT = Alternate - SE = Special Exempt - PR = Protected Ranking | - w/o = Walkover - r = Ritirato - d = Squalificato |

### Sezione 1
|  | Primo turno | Primo turno            | Primo turno | Primo turno | Primo turno |  |  | Ultimo turno | Ultimo turno           | Ultimo turno | Ultimo turno | Ultimo turno |  |
|  |             |                        |             |             |             |  |  |              |                        |              |              |              |  |
|  | 1           | Linda Fruhvirtová      | 6           | 4           | 7           |  |  |              |                        |              |              |              |  |
|  | WC          | Amelia Rajecki         | 1           | 6           | 5           |  |  | 1            | Linda Fruhvirtová      | 7            | 63           | 6            |  |
|  |             | Samantha Murray Sharan | 3           | 6           | 7           |  |  |              | Samantha Murray Sharan | 63           | 7            | 3            |  |
|  | 10          | Carol Zhao             | 6           | 4           | 5           |  |  |              |                        |              |              |              |  |

### Sezione 2
|  | Primo turno | Primo turno     | Primo turno     | Primo turno | Primo turno |  |  | Ultimo turno | Ultimo turno  | Ultimo turno | Ultimo turno | Ultimo turno |  |
|  |             |                 |                 |             |             |  |  |              |               |              |              |              |  |
|  | 2           | Alex Eala       | Alex Eala       | 6           | 6           |  |  |              |               |              |              |              |  |
|  | WC          | Sarah Beth Grey | Sarah Beth Grey | 3           | 4           |  |  | 2            | Alex Eala     | 7            | 0            | 2            |  |
|  |             | Ena Shibahara   | Ena Shibahara   | 7           | 6           |  |  |              | Ena Shibahara | 65           | 6            | 6            |  |
|  | 11          | Maddison Inglis | Maddison Inglis | 61          | 2           |  |  |              |               |              |              |              |  |

### Sezione 3
|  | Primo turno | Primo turno        | Primo turno        | Primo turno | Primo turno |  |  | Ultimo turno | Ultimo turno   | Ultimo turno   | Ultimo turno | Ultimo turno |  |
|  |             |                    |                    |             |             |  |  |              |                |                |              |              |  |
|  | 3           | Rebecca Marino     | Rebecca Marino     | 6           | 6           |  |  |              |                |                |              |              |  |
|  |             | Vitalija D'jačenko | Vitalija D'jačenko | 3           | 1           |  |  | 3            | Rebecca Marino | Rebecca Marino | 7            | 6            |  |
|  |             | Katy Dunne         | Katy Dunne         | 1           | 1           |  |  | 12/WC        | Sonay Kartal   | Sonay Kartal   | 5            | 2            |  |
|  | 12/WC       | Sonay Kartal       | Sonay Kartal       | 6           | 6           |  |  |              |                |                |              |              |  |

### Sezione 4
|  | Primo turno | Primo turno      | Primo turno      | Primo turno | Primo turno |  |  | Ultimo turno | Ultimo turno     | Ultimo turno     | Ultimo turno | Ultimo turno |  |
|  |             |                  |                  |             |             |  |  |              |                  |                  |              |              |  |
|  | 4           | Kimberly Birrell | Kimberly Birrell | 6           | 6           |  |  |              |                  |                  |              |              |  |
|  |             | Zarina Dijas     | Zarina Dijas     | 1           | 0           |  |  | 4            | Kimberly Birrell | Kimberly Birrell | 6            | 6            |  |
|  |             | Jamie Loeb       | Jamie Loeb       | 3           | 4           |  |  | 8            | Destanee Aiava   | Destanee Aiava   | 2            | 2            |  |
|  | 8           | Destanee Aiava   | Destanee Aiava   | 6           | 6           |  |  |              |                  |                  |              |              |  |

### Sezione 5
|  | Primo turno | Primo turno        | Primo turno      | Primo turno | Primo turno |  |  | Ultimo turno | Ultimo turno       | Ultimo turno       | Ultimo turno | Ultimo turno |  |
|  |             |                    |                  |             |             |  |  |              |                    |                    |              |              |  |
|  | 5           | Lucrezia Stefanini | 6                | 2           | 6           |  |  |              |                    |                    |              |              |  |
|  |             | Amarni Banks       | 4                | 6           | 4           |  |  | 5            | Lucrezia Stefanini | Lucrezia Stefanini | 6            | 6            |  |
|  |             | Mirjam Björklund   | Mirjam Björklund | 5           | 2           |  |  | 7            | Talia Gibson       | Talia Gibson       | 4            | 1            |  |
|  | 7           | Talia Gibson       | Talia Gibson     | 7           | 6           |  |  |              |                    |                    |              |              |  |

### Sezione 6
|  | Primo turno | Primo turno    | Primo turno    | Primo turno | Primo turno |  |  | Ultimo turno | Ultimo turno   | Ultimo turno | Ultimo turno | Ultimo turno |  |
|  |             |                |                |             |             |  |  |              |                |              |              |              |  |
|  | 6           | Katarzyna Kawa | Katarzyna Kawa | 3           | 3           |  |  |              |                |              |              |              |  |
|  | WC          | Naiktha Bains  | Naiktha Bains  | 6           | 6           |  |  | WC           | Naiktha Bains  | 6            | 2            | 2            |  |
|  |             | Emily Appleton | Emily Appleton | 7           | 6           |  |  |              | Emily Appleton | 4            | 6            | 6            |  |
|  | 9           | Ma Yexin       | Ma Yexin       | 6           | 0           |  |  |              |                |              |              |              |  |